# Giancarlo Vasini
Giancarlo Vasini (Cremona, 22 maggio 1940) è un ex calciatore italiano, di ruolo difensore.

## Caratteristiche tecniche
Giocò nel ruolo di difensore centrale.

## Carriera
Giocò in Serie A con il Brescia. In Serie B con Bari e Cesena.

## Palmarès
- Campionato italiano di Serie B: 1

Brescia: 1964-1965